# Landschaftsschutzgebiet Werdringen/Kaisberg

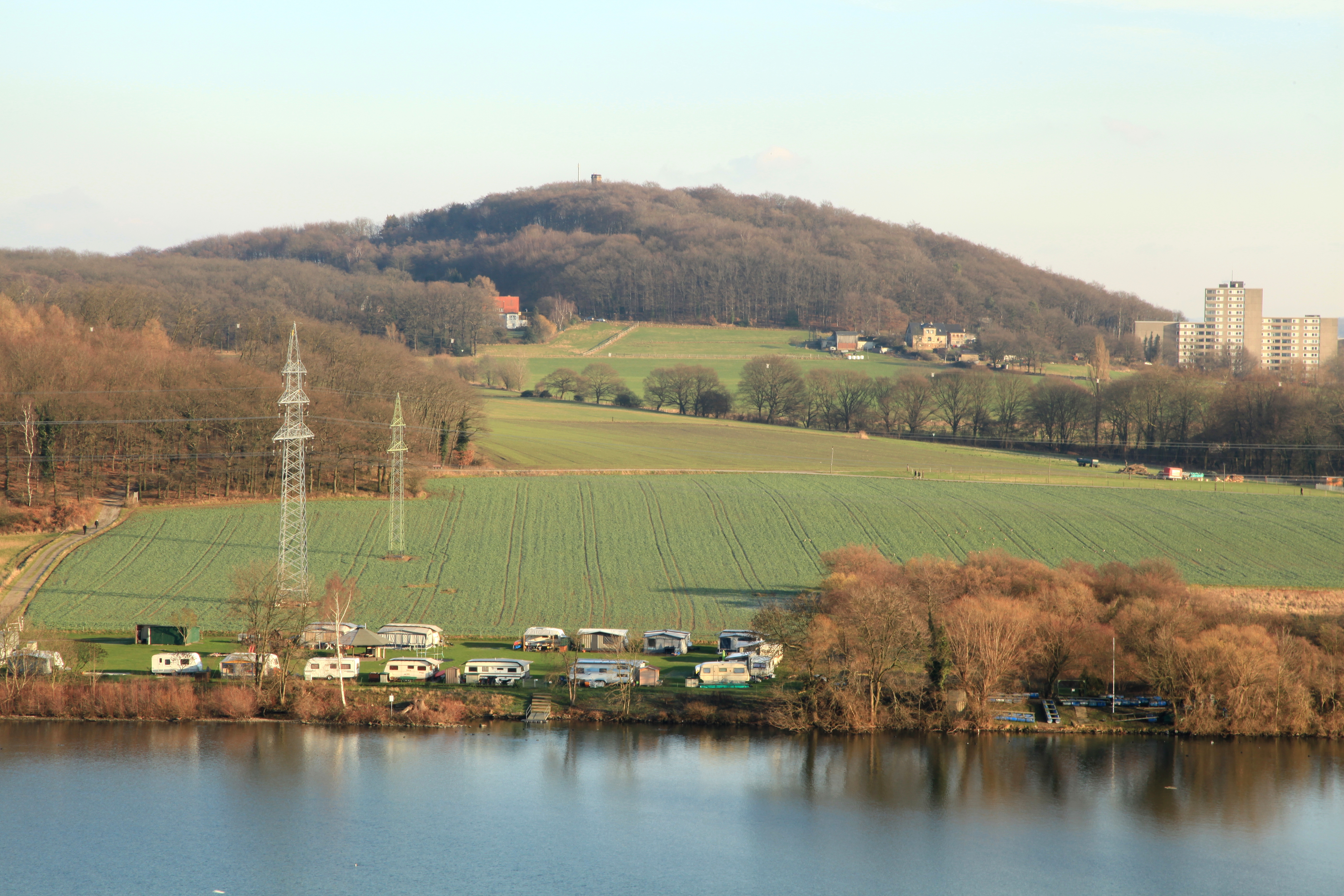
Landschaftsschutzgebiet Werdringen/Kaisberg

Das Landschaftsschutzgebiet Werdringen/Kaisberg mit einer Flächengröße von 97,76 ha befindet sich auf dem Gebiet der kreisfreien Stadt Hagen in Nordrhein-Westfalen. Das Landschaftsschutzgebiet (LSG) wurde 1994 mit dem Landschaftsplan der Stadt Hagen vom Stadtrat von Hagen ausgewiesen.

## Beschreibung
Das LSG grenzt im Nordosten an das Landschaftsschutzgebiet Gut Hausen und im Norden an das Naturschutzgebiet Kaisbergaue. Sonst grenzen landwirtschaftliche Flächen ohne Schutzausweisung an. 
Im LSG liegt der Kaisberg mit seinen Mischwaldbestände. Im Schutzgebiet befindet sich der Freiherr von Stein-Turm. Von diesem Turm hat man einen Blick über das gesamte Ruhrtal, wobei der Turm seit längerem für Besucher gesperrt ist.

## Schutzzweck
Laut Landschaftsplan erfolgte die Ausweisung „wegen der Vielfalt, Eigenart und Schönheit des Landschaftsbildes, insbesondere des Kaisberges und wegen seiner besonderen Bedeutung als stadtnaher Erholungsraum und Walderholungsgebiet“.